# Позняк, Дмитрий Михайлович
Дмитрий Михайлович Позняк, Позняк (1842—1896) — воронежский вице-губернатор, действительный статский советник, писатель, прозаик.

## Биография
Сын потомственного дворянина Черниговской губернии. Получил домашнее воспитание, среди учителей Позняка — историк Н. И. Костомаров и философ С. С. Гогоцкий. Поздняк с отличием закончил Саратовскую гимназию (1858—1861). Окончил как вольнослушатель юридический факультет Императорского Московского университета, получив степень кандидата прав (1864). Служил (с 1864) в Департаменте внутренних сношений переводчиком (в чине коллежского секретаря). Чиновник особых поручений при главном начальнике Северо-Западного края (с конца 1866). Камер-юнкер двора (с 1869). Член Следственной комиссии по
политическим делам в Северо-Западном крае (1870—1871), командировался «для производства обыска и арестов по политическим делам». Мировой посредник в Пружанском уезде Гродненской губернии (с 1872). Председатель Бельского съезда мировых посредников и предводитель дворянства Бельского уезда Смоленской губернии (с 1873). Член от правительства Ковенского губернского присутствия по крестьянским делам (1875—1879). В дальнейшем служил председателем съезда мировых посредников в разных уездах, активно содействуя
русификации Северо-Западного края. Статский советник (с 1882). Воронежский вице-губернатор (1890—1893). Член Совета главного управления по делам печати (с 1893), дослужился до чина действительного статского советника. Был женат на Екатерине Александровне Леонтьевой, имел трёх сыновей. По словам современника, Позняк — «сухарь … ограниченный и чёрствый чиновник».
Писать начал в гимназии: этнографический очерк «Две недели в Золотой Букеевской Орде» (1859). Впоследствии печатал в газете «Московские ведомости» письма «С окраины». С 1882 году публиковал в журнале «Русский вестник» произведения, по жанру тяготеющие к «светской повести» (аристократия, среда, любовные страсти, адюльтеры, дуэли и т. п.): рассказ «Жемчуг королевы» (1884); повести «Под облаками» (1882), «В чужой среде» (1883), «У порога счастья» (1890), «Вражья сила» (1892),  романы «Дорогою ценой» (1885), «Сквозь огонь страсти» (1887). В 1890 году было издано «Собрание сочинений» произведений Позняка в 3-х томах.